# Huye
Huye é um distrito (akarere) na Província do Sul, em Ruanda. Sua capital é Butare, segunda cidade tradicional do Ruanda. A cidade em si tem sido por vezes, também, conhecida como Huye desde 2006, quando o distrito foi formado.

## Geografia, turismo e educação
O distrito contém Butare, que foi capital do Ruanda colonial, e tradicional "segunda cidade" do país. Butare é sede da Universidade de Ruanda e o Museu Nacional do Ruanda, atraindo muitos visitantes anualmente. No distrito também localiza-se o Monte Huye, e produz-se cafés da marca Maraba Coffee.

## Setores
O distrito de Huye é dividido em 14 setores (imirenge): Gishamvu, Karama, Kigoma, Kinazi, Maraba, Mbazi, Mukura, Ngoma, Ruhashya, Huye, Rusatira, Rwantiro, Simbi e Tumba.